# Changyi (Jilin)
Changyi (昌邑区; Pinyin: Chāngyì Qū) ist ein Stadtbezirk der bezirksfreien Stadt Jilin in der Provinz Jilin im Nordosten der Volksrepublik China. Er hat eine Fläche von 806 km² und zählt 658.960 Einwohner (Stand: Zensus 2010).

## Administrative Gliederung
Auf Gemeindeebene setzt sich der Stadtbezirk aus sechzehn Straßenvierteln, drei Großgemeinden und zwei Nationalitätengemeinden zusammen. Diese sind:
| Straßenviertel Xinghua (兴华街道), Regierungssitz des Stadtbezirks; Straßenviertel Dongjuzi (东局子街道); Straßenviertel Hadawan (哈达湾街道); Straßenviertel Lianhua (莲花街道); Straßenviertel Minzhu (民主街道); Straßenviertel Shuangji (双吉街道); Straßenviertel Tongjiang (通江街道); Straßenviertel Wenmiao (文庙街道); Straßenviertel Xindihao (新地号街道); | Straßenviertel Xinjian (新建街道); Straßenviertel Yan’an (延安街道); Straßenviertel Yanjiang (延江街道); Straßenviertel Zhanqian (站前街道); Großgemeinde Gudianzi (孤店子镇); Großgemeinde Huapichang (桦皮厂镇); Großgemeinde Zuojia (左家镇); Gemeinde Liangjiazi der Manju (两家子满族乡); Gemeinde Tuchengzi der Manju und Koreaner (土城子满族朝鲜族乡). |